# 棘背鈍頭鰩
棘背鈍頭鰩（學名：Amblyraja radiata），為軟骨魚綱鰩目鰩科鈍頭鰩屬的一種，被{{IUCN]]列為易危保育類動物，分布於東大西洋格陵蘭、冰島至英吉利海峽、北海、波羅的海西部海域，深度5至1540公尺，本魚體盤成年個體呈菱形，幼體較圓，整個圓盤和尾部散佈著堅實的小刺，上部為棕色，可能有黑色斑點，底部為白色，有一個堅硬的、大致呈三角形的鼻子和一條比身體短的尾巴，體長可達105公分，體重可達11.4公斤，壽命可達28年，棲息在深海海域，為底棲性魚類，屬肉食性，以甲殼類、小魚和蠕蟲為食，卵生，卵囊為長方形並有堅硬角狀突起，幼魚可能傾向於跟隨較大的個體，生活習性不明。